# The Impatient Years
Pour plus de détails, voir Fiche technique et Distribution.
The Impatient Years est un film américain réalisé par Irving Cummings et sorti en 1944.

## Synopsis
Devant le juge de la Cour de divorce, paraissent le sergent Andy Anderson et sa femme Janie Anderson. Le père de Janie, William Smith, donne sa version de leur histoire. Le couple s'était connu quinze mois plus tôt, et Andy avait été envoyé en mission, le lendemain de son mariage. Lorsqu'il revient, il s'aperçoit que sa femme lui a donné un enfant, mais aussi qu'ils restent tous les deux de parfaits inconnus…

## Fiche technique
- Réalisation : Irving Cummings
- Scénario : Virginia Van Upp
- Chef-opérateur : Joseph Walker
- Musique : Marlin Skiles
- Montage : Al Clark
- Direction artistique : Lionel Banks, Cary Odell
- Décors : Ross Dowd (en)
- Costumes : Jean Louis
- Production : Irving Cummings pour Columbia Pictures
- Durée : 91 minutes
- Date de sortie :
  - États-Unis : 10 septembre 1944

## Distribution
- Jean Arthur : Janie Anderson
- Lee Bowman : Andy Anderson
- Charles Coburn : William Smith
- Edgar Buchanan : le juge
- Charley Grapewin : Benjamin L. Pidgeon
- Phil Brown : Henry Fairchild
- Harry Davenport : le ministre
- Jane Darwell : la femme du ministre
- Grant Mitchell : le réceptionniste de l'hôtel
- Bob Haymes (en) : le chanteur
- Charles Arnt